# Нармер
Нармер е египетски фараон, управлявал през 32 век пр.н.е. Смята се, че е наследил преддинастичния владетел Скорпион. Според някои изследователи той е основоположникът на Първа династия, а някои смятат, че той и Менес са един и същ човек. Към 3100 г. пр.н.е. фараонът Нармер наложил единно държавно управление, което контролирало не само напоителните и земеделски дейности, но и движението по реката. Така бил осигурен свободен превоз по цялото течение на Нил.